# Bad Girls (chanson de Donna Summer)
Pour les articles homonymes, voir Bad Girls.
Singles de Donna Summer
Hot Stuff
(1979) Dim All the Lights
(1979)
Bad Girls est une chanson de la chanteuse américaine Donna Summer, sortie le 23 juin 1979 chez Casablanca Records comme 2e single extrait de l'album du même nom. Elle est écrite et composée par Donna Summer, Eddie Hokenson, Bruce Sudano, Joe "Bean" Esposito et produite par Giorgio Moroder et Pete Bellotte.

## Composition et thème de la chanson
La chanson est un titre disco aux influences pop. L'inspiration de la chanson est venue après que l'une des assistantes de Donna a été offensée par un policier qui pensait qu'elle était une prostituée. Une version grossière de la chanson est initialement écrite quelques années avant sa sortie. Le fondateur du label Casablanca Records, Neil Bogart, souhaite alors que Donna donne la chanson à Cher pour son prochain opus de l'époque, mais Donna refuse. Elle est laissée de côté pendant 2 ans, avant qu'un ingénieur de Rush Studios ne découvre le morceau et n'aide Donna à le terminer. Neil accepte finalement sa sortie.

## Accueil
La chanson devient numéro 1 dans les classements Billboard Hot 100, Hot Soul Singles et Disco Action devenant, aux côtés de Hot Stuff, son single ayant le plus de succès. Le single Bad Girls est classé 5 semaines au sommet du Billboard Hot 100 et vendu plus de 2 millions d'exemplaires aux États-Unis. La chanson aide alors l'album du même nom à atteindre le statut de multi-platine aux États-Unis. 

## Versions
La version maxi de la chanson (éditée pour les clubs), fut également réalisée en medley avec Hot Stuff. Bien que Hot Stuff a été prolongée pour le maxi 45 tours, Bad Girls est resté dans la version de l'album à une durée de 4:55. La version maxi de Bad Girls quant à elle été étendue à un temps de 06:55 mais n'est jamais sortie dans le commerce. Une version de la démo de la chanson a été également publiée  sur la Deluxe Edition de l'opus Bad Girls.

## Classements et certifications
| Classement (1979–1980)                 | Meilleure position |
| -------------------------------------- | ------------------ |
| Allemagne de l'Ouest (Media Control)   | 9                  |
| Australie (Kent Music Report)          | 14                 |
| Autriche (Ö3 Austria Top 40)           | 23                 |
| Belgique (Flandre Ultratop 50 Singles) | 5                  |
| Canada (RPM Disco Playlist)            | 1                  |
| Canada (RPM Top Singles)               | 1                  |
| Espagne (AFE)                          | 21                 |
| États-Unis (Billboard Hot 100)         | 1                  |
| États-Unis (Disco Action)              | 1                  |
| États-Unis (Hot Soul Singles)          | 1                  |
| Finlande (Suomen virallinen lista)     | 8                  |
| France (IFOP)                          | 14                 |
| Irlande (IRMA)                         | 23                 |
| Italie (Musica e dischi)               | 17                 |
| Japon (Oricon)                         | 35                 |
| Norvège (VG-lista)                     | 8                  |
| Nouvelle-Zélande (RMNZ)                | 6                  |
| Pays-Bas (Nederlandse Top 40)          | 7                  |
| Pays-Bas (Single Top 100)              | 10                 |
| Royaume-Uni (UK Singles Chart)         | 14                 |
| Suède (Sverigetopplistan)              | 13                 |
| Suisse (Schweizer Hitparade)           | 5                  |

| Classement (1979)             | Position |
| ----------------------------- | -------- |
| Belgique (Flandre Ultratop)   | 37       |
| Canada (Top Singles)          | 10       |
| États-Unis (Hot 100)          | 2        |
| États-Unis (Hot Soul Singles) | 16       |
| Pays-Bas (Nederlandse Top 40) | 58       |

| Classement (1958—2018) | Position |
| ---------------------- | -------- |
| États-Unis (Hot 100)   | 212      |

### Certifications
| Région                                | Certification | Ventes/Streams |
| ------------------------------------- | ------------- | -------------- |
| Canada (Music Canada)                 | Platine       | 150 000^       |
| États-Unis (RIAA)                     | Platine       | 2 000 000^     |
| Royaume-Uni (BPI)                     | Argent        | 250 000^       |
| ^Mise en rayon selon la certification |               |                |

## Reprises
- Trinu and the Burger Queens reprend la chanson.
- Un remix de la chanson par Juliet Roberts apparait en  1999 dans le jeu vidéo d'arcade Dance Dance Revolution: 2nd Mix[32]. She covered this song as a no. 17 UK hit.
- Jeffree Star interprète la chanson en 2010 pour le téléfilm de la chaine MTV Turn the Beat Around.
- Sasha Allen chante la chanson dans l'émission de télé réalité The Voice.
- Jamiroquai a repris la chanson[33]

## Sampling
- Le "toot-toot, beep-beep" chant a été samplé par  Aaliyah, dans sa chanson "Ladies in Da House", pour son album One in a Million.
- In 2006, Lucero Hogaza révèle un remix de la chanson lors de son tour Quiéreme Tal Como Soy.
- Le "toot-toot, beep-beep" chant est également utilisé par Miranda! pour son album "El Templo Del Pop" en 2008.
- Le refrain est samplé par Lil Kim dans la chanson jamais sortie 'Bad Girl' dont RuPaul et Donna Summer prennent part.

## Apparitions dans d'autres médias
- En 1999, John Cleese danse sur la chanson dans le film Escapade à New York.
- En 2000, Cheryl Chase, Kevin Michael Richardson, Billy West et Tim Curry reprennent la chanson, qui fut réadaptée pour le film d'animation à succès Les Razmoket à Paris, le film.
- La chanson apparait dans le film Les Remplaçants.
- La chanson peut être également entendue dans le 1er épisode de la 3e saison de la série télévisée Sex and the City, prénommé "Au Feu Les Pompiers".
- La chanson est entendue dans le  Ugly Betty dans l'épisode "Four Thanksgivings and a Funeral".
- En 2004, la chanson devient le générique de l'émission Bad Girls Most Wanted sur ITV 1 présenté par  Jack Ellis aka Jim Fenner.
- Un remix de la chanson part Gigamesh peut être entendu lors d'une scène du film Charlie's Angels. Cette version est également présente dans la bande originale du film, produite par la chanteuse Ariana Grande, ainsi que dans l'une des bande-annonce[34].